# Genoelselderen
Genoelselderen és un nucli del municipi de Riemst a la província de Limburg a Bèlgica. El 2006 tenia uns 489 habitants.

## Història
Van trobar-se restes de vil·les romanes i dos túmuls gal·loromans. El primer esment escrit data del 1157. Fins al segle xiii, feia part d'una senyoria anomenada Aldor, molt més llarga. Godenoel I d'Elderen (mort el 1305) va esdevenir senyor del poble. En afegir el seu nom va distingir-lo de 's Herenelderen (trad.: Elderen del senyor) ambdues senyoria del comtat de Loon i des del 1366 del principat de Lieja. Depenia del tribunal de Vliermaal.
El poble i tota la regió va sofrir dels exaccions i destruccions pels exèrcits d'ambdós camps durant la guerra de successió austríaca i més en particular durant la batalla de Lafelt el 1747. Després del 1794, durant l'ocupació francesa el poble va esdevenir un municipi independent fins al 1971. Aleshores va integrar-se en una entitat nova anomenat Elderen, resultat de la fusió de Ketsingen, Membruggen i 's Herenelderen. Ja el 1977 aquesta fusió va desfer-se i el poble passà a Riemst.

## Economia
Fins a la fi dels anys setanta era un poble d'agricultura en les terres riques d'Haspengouw i tenia una cooperativa lletera. Avui només romanen cinc explotacions agrícoles. Va esdevenir un poble residencial.

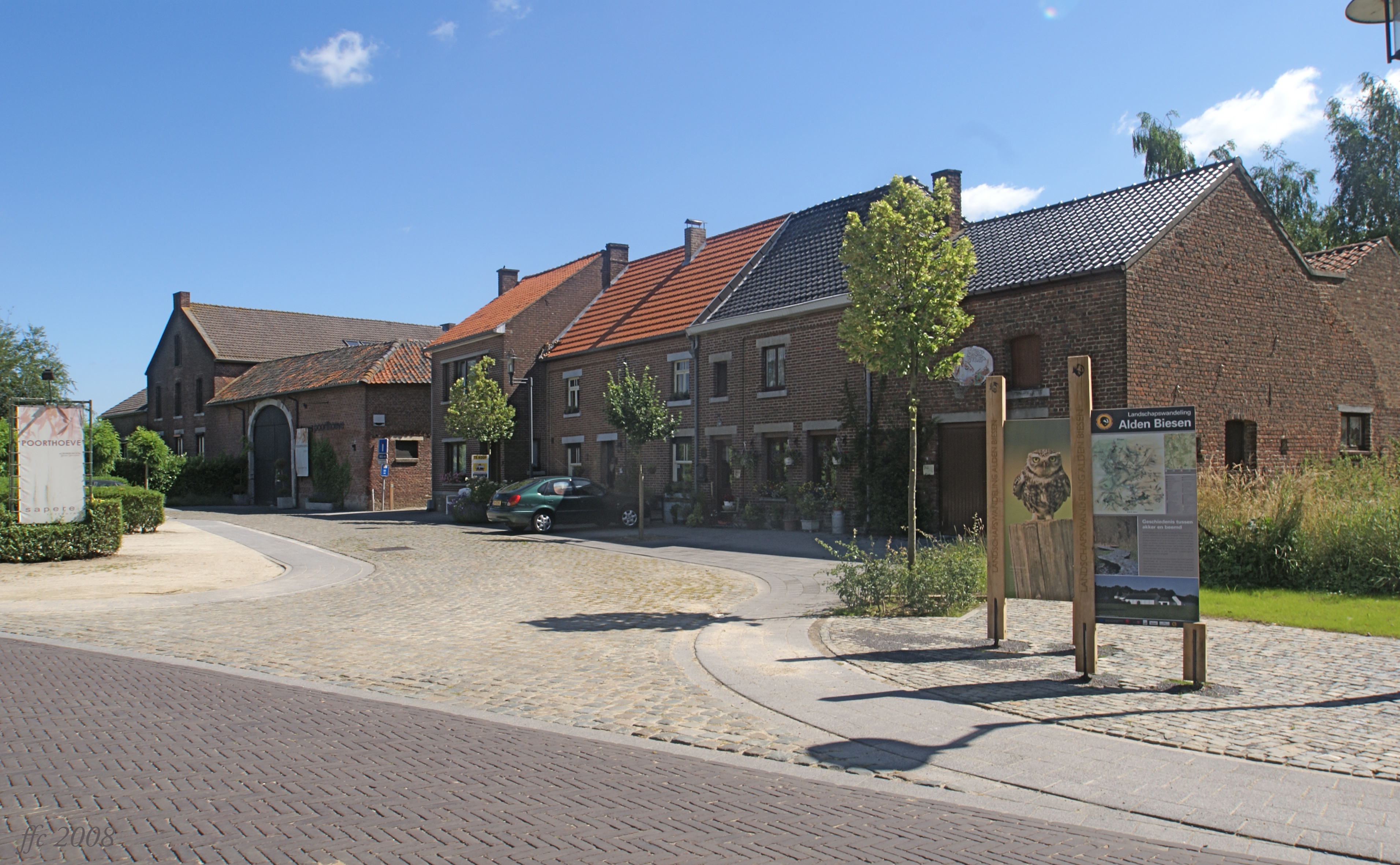
Cases i mas al carrer Kasteelstraat
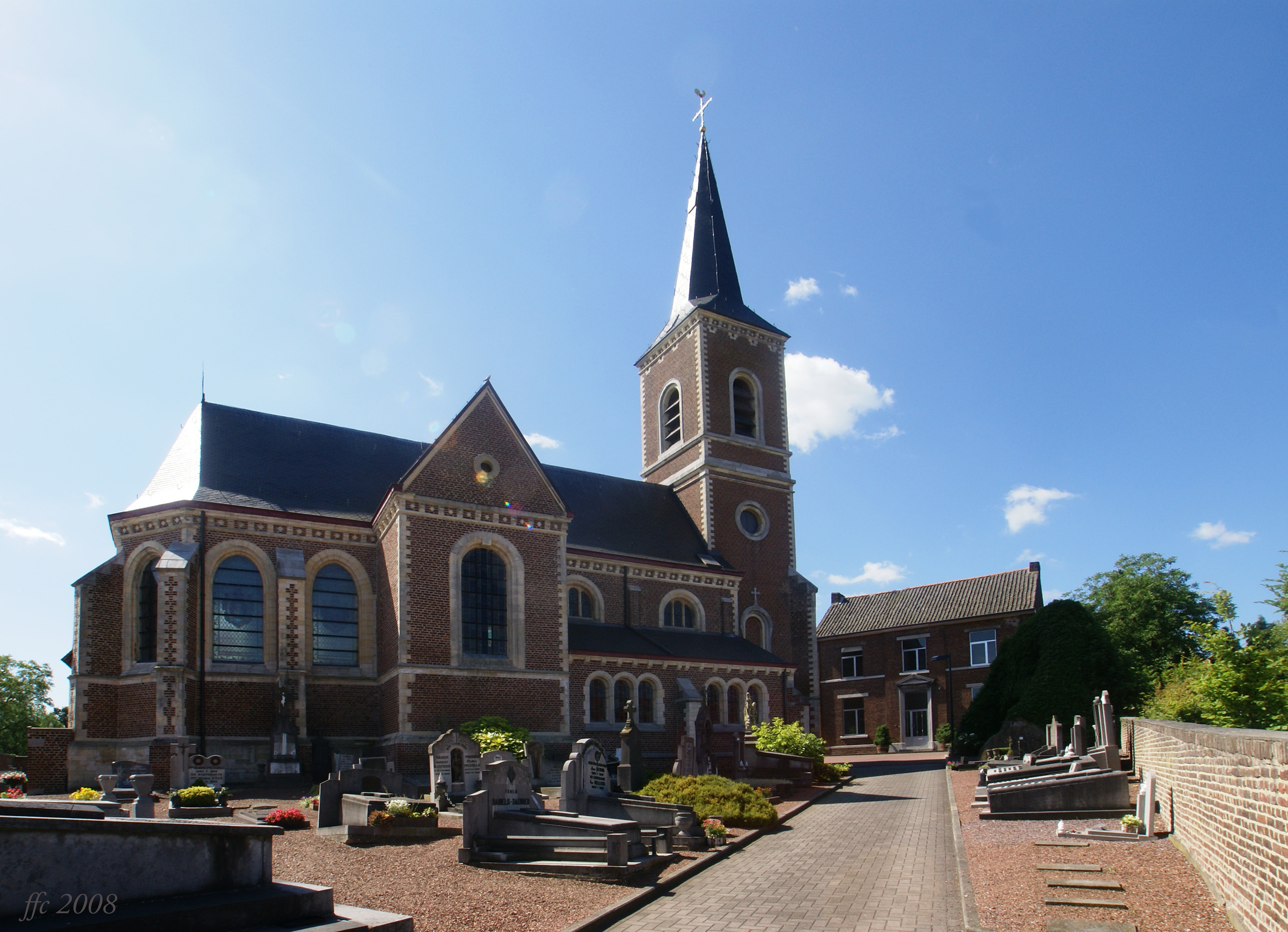
Església de Martí de Tours
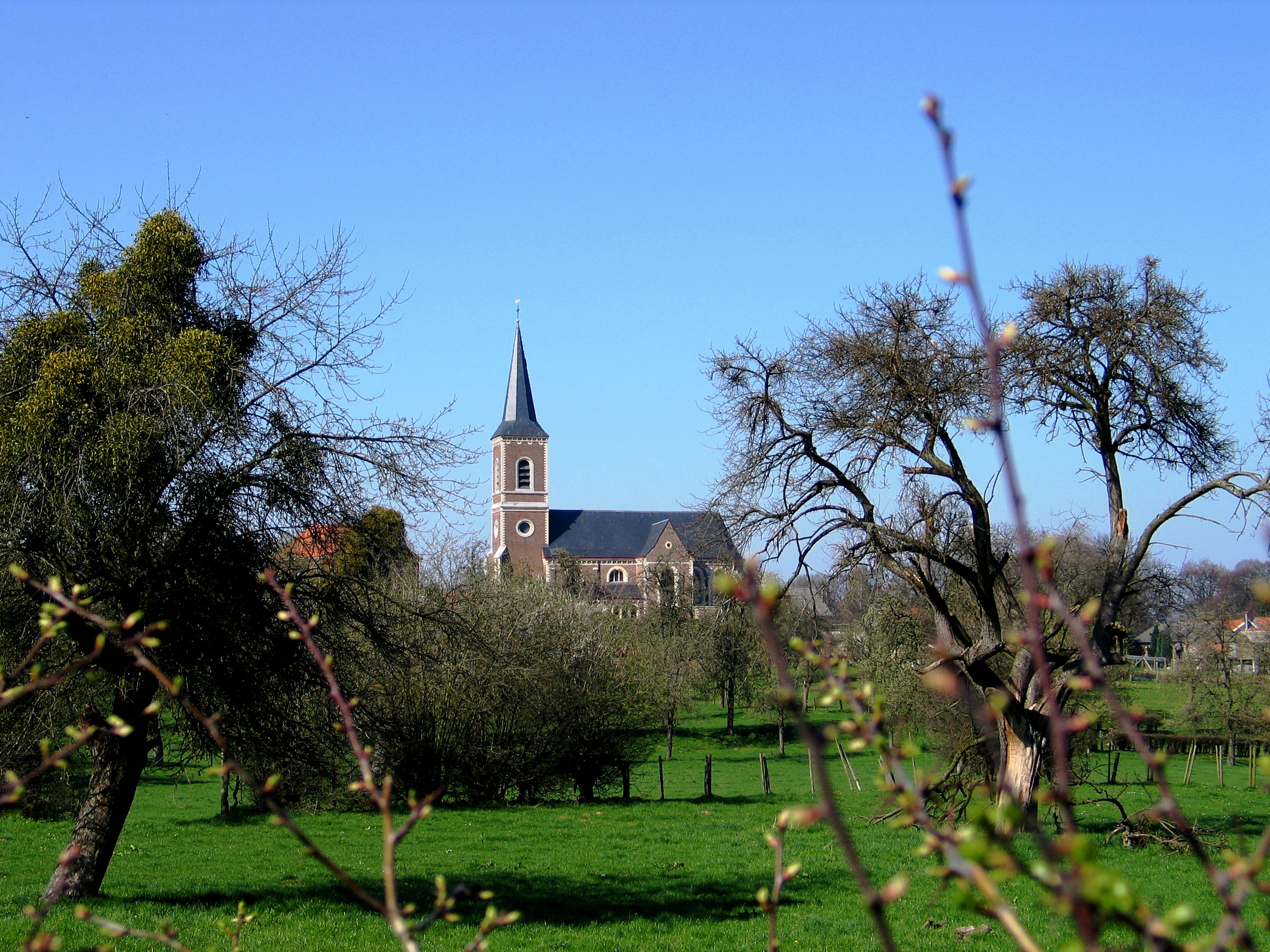
Panorama
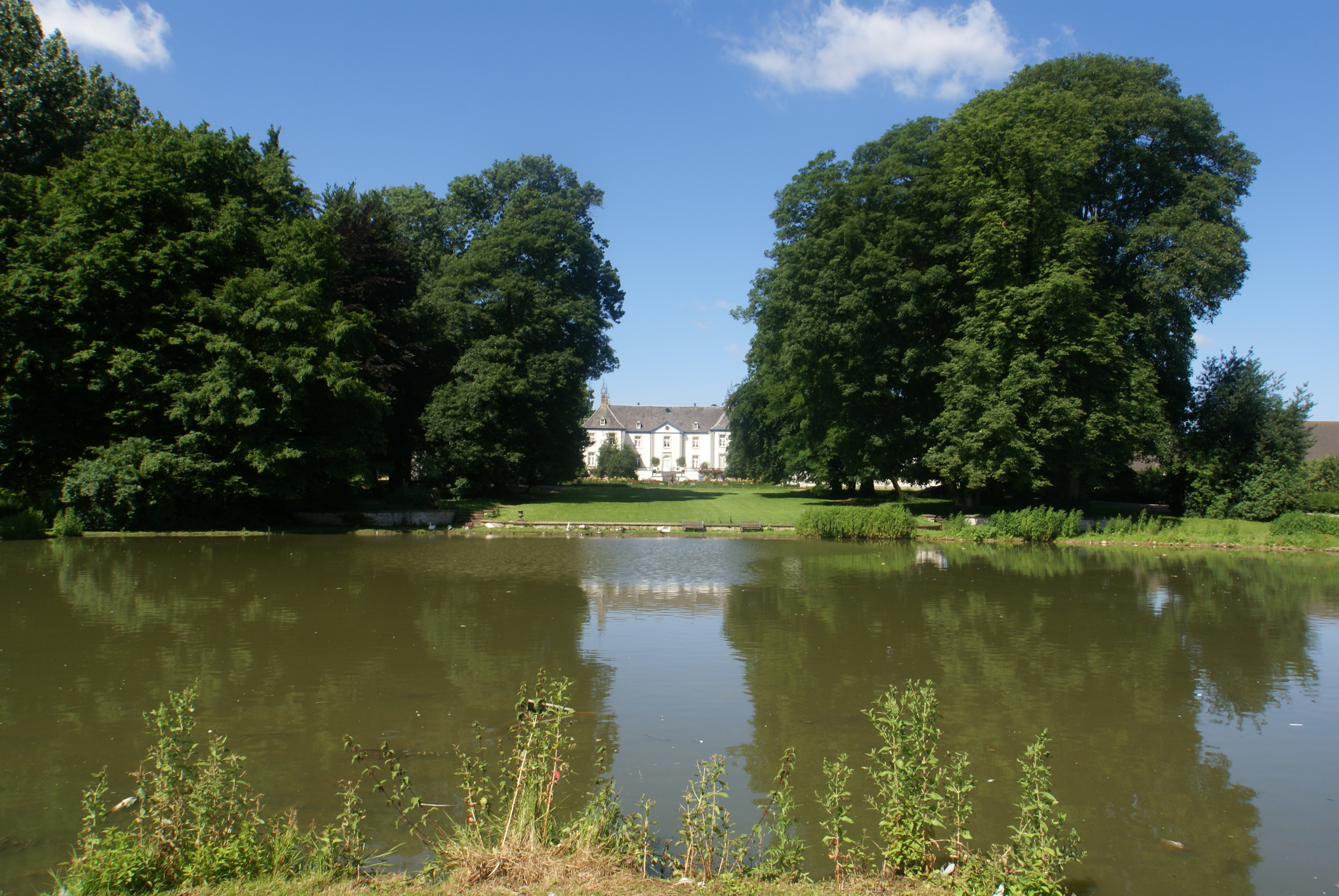
El castell d'Elderen, l'estany i el parc

## Lloc d'interès
- El castell d'Elderen i la seva vinya
- El sepulcre de Joan Lluís d'Elderen a l'església
- Túmul de Genoelselderen
- L'església de Sant Martí

## Fills predilectes de Genoelselderen
- Guillem d'Elderen, conseller del príncep-bisbe de principat de Lieja al segle XVI
- Joan Lluís d'Elderen, príncep-bisbe de Lieja de 1688 a 1694